# Agonum picticorne
Agonum picticorne är en skalbaggsart som beskrevs av Newman. Agonum picticorne ingår i släktet Agonum och familjen jordlöpare. Inga underarter finns listade i Catalogue of Life.